# Тундянь
| Десять энциклопедий традиционного Китая | Десять энциклопедий традиционного Китая | Десять энциклопедий традиционного Китая | Десять энциклопедий традиционного Китая | Десять энциклопедий традиционного Китая |
| --------------------------------------- | --------------------------------------- | --------------------------------------- | --------------------------------------- | --------------------------------------- |
| №                                       | Название                                | Эпоха                                   | Составитель                             | Томов                                   |
| 1                                       | Тундянь                                 | Тан                                     | Ду Ю                                    | 200                                     |
| 2                                       | Тунчжи                                  | Сун                                     | Чжэн Цяо                                | 200                                     |
| 3                                       | Вэньсянь Тункао                         | Юань                                    | Ма Дуаньлинь                            | 348                                     |
| 4                                       | Сюй Тундянь                             | Цин                                     | Цзи Хуан, Лю Юн                         | 150                                     |
| 5                                       | Сюй Тунчжи                              | Цин                                     | Цзи Хуан, Лю Юн                         | 640                                     |
| 6                                       | Сюй Вэньсянь Тункао                     | Цин                                     | Чжан Тинъю                              | 250                                     |
| 7                                       | Цинчао Тундянь                          | Цин                                     | Цзи Хуан, Лю Юн                         | 100                                     |
| 8                                       | Цинчао Тунчжи                           | Цин                                     | Цзи Хуан, Лю Юн                         | 126                                     |
| 9                                       | Цинчао Вэньсянь Тункао                  | Цин                                     | Чжан Тинъю                              | 300                                     |
| 10                                      | Цинчао Сюй Вэньсянь Тункао              | Республика                              | Лю Цзиньцзао                            | 400                                     |

Тундянь 通典 — энциклопедический текст эпохи Тан, созданный Ду Ю (кит. трад. 杜佑, пиньинь Dù Yòu) на основе обширного корпуса более ранних материалов. Охватывает исторический материал от древности до 756 г., располагая его по 9-ти разделам, релевантным для имперского управления. Завершён в 801 году.
Частично включает в себя несохранившийся политический трактат Лю Чжи 劉秩. 
Тундянь послужил прототипом для трудов Чжэн Цяо и Ма Дуаньлиня. 